# José Datzira
José Datzira Costa (L'Ametlla del Vallès, Barcelona, España, 3 de diciembre de 1936) es un exfutbolista español que se desempeñaba como defensa.

## Clubes
| Club                 | País   | Año       |
| -------------------- | ------ | --------- |
| C. E. Sabadell F. C. | España | 1960-1962 |
| Real Oviedo          | España | 1962-1966 |
| Granada C. F.        | España | 1966-1968 |